# Hrabstwo Carroll (Illinois)

Piramida wieku hrabstwa

Hrabstwo Carroll – hrabstwo w USA, w stanie Illinois, według spisu z 2000 roku liczba ludności wynosiła 16 674. Siedzibą hrabstwa jest Mt. Carroll.

## Geografia
Według spisu hrabstwo zajmuje powierzchnię 1206 km², z czego 1150 km² stanowią lądy, a 56 km² (4,63%) stanowią wody.

### Sąsiednie hrabstwa
- Hrabstwo Stephenson – północny wschód
- Hrabstwo Ogle – wschód
- Hrabstwo Whiteside – południe
- Hrabstwo Clinton – południowy zachód
- Hrabstwo Jackson – północny zachód
- Hrabstwo Jo Daviess – północny zachód

## Historia
Hrabstwo zostało utworzone w 1839 roku z hrabstwa Jo Daviess. Zostało nazwane na cześć Charlesa Carrolla (z Carrollton), sygnatariusza Deklaracji Niepodległości Stanów Zjednoczonych.

## Demografia
Według spisu z 2000 roku hrabstwo zamieszkuje 16 674 osób, które tworzą 6794 gospodarstw domowych oraz 4681 rodzin. Gęstość zaludnienia wynosi 14 osób/km². Na terenie hrabstwa jest 7945 budynków mieszkalnych o częstości występowania wynoszącej 7 budynków/km². Hrabstwo zamieszkuje 96,94% ludności białej, 0,55% ludności czarnej, 0,24% rdzennych mieszkańców Ameryki, 0,41% Azjatów, 0,03% mieszkańców Pacyfiku, 0,82% ludności innej rasy oraz 1,02% ludności wywodzącej się z dwóch lub więcej ras, 2,04% ludności to Hiszpanie, Latynosi lub inni.
W hrabstwie znajduje się 6794 gospodarstw domowych, w których 28,90% stanowią dzieci poniżej 18 roku życia mieszkający z rodzicami, 58,40% małżeństwa mieszkające wspólnie, 7,40% stanowią samotne matki oraz 31,10% to osoby nie posiadające rodziny. 27,30% wszystkich gospodarstw domowych składa się z jednej osoby oraz 13,90% żyję samotnie i ma powyżej 65 roku życia. Średnia wielkość gospodarstwa domowego wynosi 2,42 osoby, a rodziny wynosi 2,93 osoby.
Przedział wiekowy populacji hrabstwa kształtuje się następująco: 24,30% osób poniżej 18 roku życia, 6,60% pomiędzy 18 a 24 rokiem życia, 25,40% pomiędzy 25 a 44 rokiem życia, 24,50% pomiędzy 45 a 64 rokiem życia oraz 19,30% osób powyżej 65 roku życia. Średni wiek populacji wynosi 41 lat. Na każde 100 kobiet przypada 97,80 mężczyzn. Na każde 100 kobiet powyżej 18 roku życia przypada 95,10 mężczyzn.
Średni dochód dla gospodarstwa domowego wynosi 37 148 dolarów, a średni dochód dla rodziny wynosi 43 685 dolarów. Mężczyźni osiągają średni dochód w wysokości 31 318 dolarów, a kobiety 21 753 dolarów. Średni dochód na osobę w hrabstwie wynosi 18 688 dolarów. Około 7,40% rodzin oraz 9,60% ludności żyje poniżej minimum socjalnego, z tego 13,30% poniżej 18 roku życia oraz 5,90% powyżej 65 roku życia.

## Miasta
- Lanark
- Savanna
- Mount Carroll

## Wioski
- Chadwick
- Milledgeville
- Shannon
- Thomson